# 시재금
시재금(時在金, vault cash)이란, 시중은행이 고객의 예금을 대출하고 남겨놓은 현금을 의미한다. 영어로는 은행 금고(vault)에 들어 있는 현금(cash)이라는 뜻으로, vault cash 라고 쓴다. 초과지급준비금이라고도 한다.
은행은 예기치 못한 거액의 인출 및 운영 자금을 위해서 지급준비율에 의한 하한선인 법정 지급준비금보다 여유있게 현금을 보유하는 것이 보통인데 법정지급준비금을 초과하는 만큼의 현금을 초과지급준비금, 또는 시재금이라고 하는 것이다.
민간이 보유한 현금과 금융회사의 시재금을 합친 것을 시중에 풀린 현금이라는 뜻으로 화폐발행액이라고 한다. 화폐발행액과 금융사의 중앙은행 지급준비금을 합친 액수는 본원통화와 같아진다.

## 같이 보기
- 중앙은행
- 지급준비제도
- 본원통화
- 통화승수